# (500160) 2012 EQ16
(500160) 2012 EQ16 es un asteroide perteneciente al cinturón de asteroides, descubierto el 20 de enero de 2008 por el equipo del Mount Lemmon Survey desde el Observatorio del Monte Lemmon, Arizona, Estados Unidos.

## Designación y nombre
Designado provisionalmente como 2012 EQ16.

## Características orbitales
2012 EQ16 está situado a una distancia media del Sol de 2,358 ua, pudiendo alejarse hasta 2,481 ua y acercarse hasta 2,235 ua. Su excentricidad es 0,052 y la inclinación orbital 6,996 grados. Emplea 1323,14 días en completar una órbita alrededor del Sol.

## Características físicas
La magnitud absoluta de 2012 EQ16 es 17,5.